# Service central de renseignement criminel
Le Service central de renseignement criminel (SCRC), anciennement Service technique de recherches judiciaires et de documentation (STRJD), est un organisme central de police judiciaire de la Gendarmerie nationale française formant avec l'Institut de recherche criminelle de la gendarmerie nationale (IRCGN) et l’Observatoire central des systèmes de transports intelligents (OCSTI), le Pôle judiciaire de la Gendarmerie nationale. 
Créé le 28 avril 1976, il est implanté, depuis l'été 2015, à Pontoise dans le Val-d'Oise. Il était situé précédemment au fort de Rosny, à Rosny-sous-Bois en Seine-Saint-Denis. Sa compétence s'étend sur l'ensemble du territoire national.

## Caractéristiques
- Unité de recherche à compétence judiciaire nationale, le SCRC met en œuvre des techniques d’investigations à haute valeur ajoutée et s’engage quotidiennement sur des investigations complexes tant dans l’espace physique que dans l’espace numérique. Dans ce cadre d’action, il développe un savoir-faire particulier dans le traitement des affaires criminelles non résolues et la neutralisation de certains modes opératoires complexes dans le domaine de la cybercriminalité.
- Service de renseignement, il administre les bases de connaissance de la gendarmerie nationale.  Leur exploitation associée à d’autres sources d’information permet de détecter les phénomènes criminels en résurgence ou nouveaux, d’analyser leur évolution et leurs impacts sur les territoires, d’anticiper leur implantation durable, d’alerter les commandants territoriaux en leur proposant des solutions opérationnelles envisageables visant à réguler, affaiblir ou neutraliser l’action de groupes criminels organisés.
- Force de projection, il mobilise des capacités d’investigations et des moyens techniques spécifiques au profit immédiat des unités de recherches spécialisées de la gendarmerie nationale confrontées à des dossiers de criminalité organisée ou de cybercriminalité.
- Concentrant ses efforts dans des domaines d’expertise reconnus, il anime des plateaux d’investigations associant étroitement les capacités criminalistiques de l’IRCGN avec pour seul objectif d’exploiter ses connaissances et ses savoir-faire pour contrecarrer les modes opératoires des groupes criminels et maîtriser parfaitement les moyens auxquels ils recourent pour agir.

Fort d’une capacité de recherche et de développement et riche de partenariats avec le monde de la Recherche et l’Université, il propose des solutions techniques innovantes notamment dans les domaines des sciences de la données, de la maîtrise de l’espace numérique ou de l’impact du véhicule connecté sur les modes opératoires criminels et la doctrine d’emploi des forces de sécurité intérieure.
Depuis 2021 et la création du ComCyberGend, le Centre de lutte contre les criminalités numériques (C3N) quitte le SCRCGN et intègre cette nouvelle structure dédiée à la criminalité numérique.

## Observatoire central des systèmes de transport intelligents
Créé en 2015 au sein du PJGN, rattaché en 2018 au SCRC, l'Observatoire central des systèmes de transport intelligents (OCSTI) constitue une unité de reconnaissance agissant au profit de la gendarmerie tout entière pour identifier les impacts de la transformation numérique des transports terrestres dans le domaine de la sécurité intérieure. À ce titre, l'OCSTI élabore des recommandations et des propositions pour faire face aux menaces (cyber notamment) et exploiter les opportunités représentées par la mobilité automatisée et connectée.